# 印刷科技研究中心
印刷科技研究中心（英文：Advanced Printing Technology Centre）成立於2000年5月3日，現為香港印刷業商會轄下轄下一所非盈利分配機構。

## 中心歷史
於1999年初，香港印刷業商會聯同香港專業教育學院觀塘分校成功向香港特別行政區政府創新科技署創新及科技基金申請撥款港幣800 多萬成立「印刷科技研究中心」；2003年1月31日為期三年之創新及科技基金計劃完滿結束，而印刷科技研究中心則正式香港印刷業商會轄下一所非盈利分配機構。

## 外部連結
- 香港印刷業商會官方網址（页面存档备份，存于）